# Suco (Córdoba)
Suco é uma comuna da província de Córdoba, na Argentina.